# Amos Cincir
 (août 2021).
Si vous disposez d'ouvrages ou d'articles de référence ou si vous connaissez des sites web de qualité traitant du thème abordé ici, merci de compléter l'article en donnant les références utiles à sa vérifiabilité et en les liant à la section « Notes et références ».
Amos Cincir, né à Port-au-Prince le 16 février 1985, est un journaliste, écrivain, animateur social et diplomate haïtien qui s’est taillé une place de choix dans les relations internationales en Haïti.

## Biographie

### Parcours académique
Amos Cincir, après avoir boucle ses études classiques en 2005 au Lycée Alexandre Petion, a été admis a Centre d’études diplomatiques et internationales (CEDI) pour des études en diplomatie et relations internationales.

## Prix et récompenses
- Il a reçu le prix « Découvrir Haïti » au titre de Jeune Leader le plus influent en 2015 en Haïti.
- Le Prix « Jeune Leader numérique en Juillet 2016 »[2].
- Le Prix « Jeune Leader remarquable du concours TOYP2016 dans la catégorie « Jeune Leader humanitaire » en décembre 2016.